# Marissa Jaret Winokur
Marissa Jaret Winokur (nascido em 2 de Fevereiro de 1973) é uma atriz americana ganhadora do Tony Awards, conhecida por seu desempenho de sucesso na Broadway como Tracy Turnblad na adaptação do filme Hairspray, assim como seu trabalho na Sitcom Stacked, com Pamela Anderson. Alguns de seus outros créditos na televisão incluem Moesha,The Steve Harvey Show, Felicity e Dharma & Greg.

## Biografia

### Vida
Winokur nasceu em Nova Iorque, filha de Maxine, uma professora, e Winokur Michael, um arquiteto. Ela é judia. Winokur foi uma craque e capitão do seu time de futebol do liceu em Fox Lane High School. Ela depois estudou em The American Musical and Dramatic Academy.

### Carreira

#### Estágio e televisão
Winokur ganhou em 2003 o Tony Award de Melhor Atriz em um Musical, Drama Desk Awards, Theatre World Award e Outer Critics Circle Award por seu desempenho em Hairspray . Ela já tinha aparecido na Broadway como "Pink Lady Jan", no relançamento de Grease.
Winokur também tem desempenhado papéis em filmes como American Beauty, Never Been Kissed, Teaching Mrs. Tingle, Scary Movie, Beautiful Girl (da ABC Family), Fever Pitch e mais recentemente em Dancing with the Stars (U.S. season 6)..
Winokur co-estrelou a série televisiva Stacked, com Pamela Anderson. Stacked correu para apenas 19 episódios, 5 dos quais nunca apareceram no ar. Ela também apareceu em um episódio de Curb Your Enthusiasm onde ela perdeu uma luta física para Larry David durante a primeira nomeação para um consultório médico. Ela foi chamada Marissa Winokur no episódio, mas foi creditado apenas como Woman at Elevator.
Ela está definido como estrela em uma nova comédia piloto de CBS intitulada Fugly pelo mesmo criador de My Name Is Earl. O show foi originalmente pensado pela FOX como um veículo de Pamela Anderson, mas foi rejeitado em favor da Stacked.
Ela deve voltar ao Hairspray, vários anos depois de sair do show.

#### Gravação de voz
Winokur está trabalhando na gravação de um álbum musical para crianças. Sua versão da canção "Baby Face" é caracterizado sobre a trilha sonora para o filme Son of the Mask.

### Vida pessoal
Durante as primeiras fases de desenvolvimento Hairspray, Winokur foi diagnosticada com um câncer cervical. Ela passou por tratamento para a doença, sem revelar o seu estado para ninguém, exceto a sua família, por medo de que ela fosse substituída no musical. Em última instância, ela teve uma plena recuperação, e manteve-se no show.
Winokur é casada com Judá Miller, que foi um escritor em Stacked, em outubro de 2006. Em março de 2008, o casal anunciou que eles estavam esperando seu primeiro filho, um menino a ser chamado Zev, através de uma mãe substituta e uma gravidez de cinco meses. Zev Isaac Miller nasceu 22 de julho de 2008, medindo 21 centímetros de comprimento.